# جائزة إمنت للموسيقى الآسيوية لأفضل فرقة نسائية
جائزة إمنت للموسيقى الآسيوية لأفضل فرقة نسائية (هانغل: 여자 그룹 상) هي جائزة يتم تقديمها سنويًا بواسطة سي جيه إنترتينمنت (إمنت). تم منحها لأول مرة في حفل توزيع جوائز الموسيقى الآسيوية الثاني لأمنت الذي أقيم في عام 2000، على الرغم من إدراج فرقتين من النساء في المرشحين لجائزة أفضل فرقة ذكور في عام 1999؛ فازت الفرقة فين كيه أل بالجائزة عن أغنيتها "الآن"، وهي تكريما للفرقة النسائية التي حققت أكبر إنجاز فني في صناعة الموسيقى.

## روابط خارجية
- الموقع الرسمي